# Средства массовой информации Камбоджи
Средства массовой информации Камбоджи, являются динамично развивающейся отраслью экономики и во многом свободны от регулирования со стороны государства. Это привело к появлению большого числа теле- и радиовещательных компаний, а также множества печатных изданий. Многие частные компании переместились в сферу развлечений СМИ, что существенно ослабило роль государства в этой сфере.
После вывода вьетнамских войск и краха коммунистического режима в начале 1990-х годов сектор СМИ стал одним из самых быстроразвивающихся и свободных среди стран Юго-Восточной Азии. Однако нехватка профессиональных журналистов, отсутствие профессиональной этики, а также цензура со стороны правительства и частных компаний препятствуют развитию камбоджийских СМИ.

## Телевидение
История камбоджийского телевидения началась в 1966 году, когда началось пробное вещание первая телевизионная станция под названием XUTV. В 1970 году станция вошла в состав Radio dffusion Nationale Khmere. Вещание проходило с 12:00 по 14:00 ежедневно, основным доходом компании была реклама. Телестудия была уничтожена Красными кхмерами в 1975 году.
После свержения режима Красных кхмеров правительство Народной Республики Кампучия приняло решение возродить камбоджийское телевидение. В 1983 году был запущен телеканал TVK, с 1986 года началось вещание в цвете. TVK был единственным телеканалом в Камбодже вплоть до 1992 года, когда стали появляться первые частные телеканалы, такие как TV5 и TV9.

### Телеканалы
- CTV 8 HD (UHF 48) — первый телеканал вещающий в режиме высокой четкости
- TV3
- MNBT television
- Apsara Television (TV11) — вещает ежедневно с 4:30 по 20:00.
- Bayon Television (27-й канал)
- Cambodian Television Network (CTN); бывший Television Cambodia Network (TCN)
- MyTV
- Khmer Television (CTV9)
- National Television of Cambodia (TVK)
- Royal Cambodian Armed Forces Television (TV5)
- SEATV (South east Asia Television)
- Hang Meas HDTV — Broadcasts 24 hours a day.
- Raksmey Hang Meas HDTV
- ETV
- CNC
- Bayon News TV
- Третий канал